# 127 hodin
127 hodin je dobrodružný a životopisný film z roku 2010. Spoluautorem scénáře, producentem a režisérem filmu je Danny Boyle. V hlavní roli se objevil James Franco jako horolezec Aron Ralston, kterého uvěznil balvan v Robbers Roost v Utahu v dubnu 2003.
Film byl založen na Ralstonově autobiografické knize s názvem Between a Rock and a Hard Place. Scénář napsali Danny Boyle a Simon Beaufoy, producenty filmu jsou Christian Colson a John Smithson (oba s Boylem pracovali na jeho předchozím filmu Milionář z chatrče). Hudbu složil A. R. Rahman. Film byl velice dobře oceněn kritiky a byl nominován na šest cen Akademie, včetně kategorií „nejlepší obraz“ a „nejlepší herec v hlavní roli“ (James Franco).

## Děj
Dne 25. dubna 2003 se Aron Ralston (James Franco) připravuje na den, který stráví cestováním v kaňonech v národním parku Canyonlands v Utahu, kam jede celou noc. Nikomu ale o tomto svém výletu neřekne. Druhý den ráno jede přes park na kole a snaží se snížit 45 minut z celkového času uvedeného v turistickém průvodci v odhadovaném čase dosažení svého cíle. Když ke skalám přijede, uvidí dvě turistky, Kristi (Kate Mara) a Megan (Amber Tamblyn), které se zřejmě ztratily. Ralston je přesvědčí, že je průvodce trasy a nabídne jim, aby s ním šly mnohem zábavnější cestou, než tou, kterou se snaží najít. Vede je úzkými kaňony včetně slepého skoku do skrytého bazénu, kam skočí opakovaně a nahrají se pomocí Ralsonovy videokamery. Když už se rozcházejí, tak Kristi a Megan Ralsona pozvou na party, která se bude konat příští noc a ten jim slibuje, že přijde. Nicméně, ony o tom pochybují.
Ralston pokračuje v lezení v kaňonu Blue John přes úzkou chodbu, kde jsou kameny vklíněny mezi stěny skal. Když sestupuje, jeden kámen se uvolní, Ralston padá na dno kaňonu, uvolněný kámen mu spadne na ruku a uvězní ji. Ze začátku křičí o pomoc, ale nikdo není v doslechu. Nakonec rezignuje k faktu, že zůstal sám a začne na svou kameru natáčet video deník, vytáhne svůj multifunkční nástroj a snaží se odštípat se od skály. Také začne s přidělovacím systémem jídla a pití.
Jakmile si uvědomí, že šance k odštípání od skály jsou marné, začne se snažit řezat si do ruky uvězněné pod kamenem, ale nůž je na jeho kůži příliš tupý. Poté do ruky bodne, ale uvědomí si, že není schopen zasáhnout i kost. Ocitne se na suchu a je donucen pít vlastní moč. Jeho video příspěvky začínají být více a více zoufalé, protože cítí, že umírá. Začne snít o svých vztazích a předchozích zkušenostech včetně jeho bývalé přítelkyně (Clémence Poésy), rodiny (Lizzy Caplan, Treat Williams, Kate Burton) a dvou turistek, které potkal před nehodou. Poté, co se odráží na vlastní život, přijde na poznání, že vše co doposud udělal, ho vedlo k tomuto ortelu a že je předurčen k tomu, aby zemřel sám v kaňonu.
Po pěti dnech uvidí Ralston v předtuše svého nenarozeného syna. Shromažďuje vůli, aby měl dost síly zlomit své předloktí, a nakonec paži s tupým nožem přetrhne. Vyrobí si na ruku škrtidlo z izolace pro jeho batoh a použije karabinu k utažení. Obaluje zbytek jeho paže pod balvanem a tuto představu nechává za sebou. Poté se mu z kaňonu konečně podaří odejít, musí ale ještě slézat 65 stop a ujít několik kilometrů, než úplně vyčerpaný a celý od krve narazí na rodinu na jednodenním výletu. Rodina pošle pro pomoc a Ralston je evakuován vrtulníkem.
Film končí záběry skutečného Arona Ralstona z jeho života po nehodě – včetně několik Ralstonových dalších horolezeckých dobrodružství, v kterých pokračoval i po nehodě bez jedné ruky. Dále ukazuje Ralstona s jeho ženou, se kterou se setkal pár let po nehodě a jeho syna jménem Leo.
Poslední věta, která se ve filmu objeví před závěrečnými titulky říká, že Ralston od té doby vždycky zanechá vzkaz, kdykoliv jde někam sám.

## Obsazení
- James Franco jako Aron Ralston
- Amber Tamblynová jako Megan McBride
- Kate Mara jako Kristi Moore
- Clémence Poésy jako Rana, Aronova přítelkyně
- Lizzy Caplanová jako Sonja Ralston, Aronova sestra
- Treat Williams jako Larry Ralston, Aronův otec
- Kate Burtonová jako Donna Ralston, Aronova matka

Skutečný Aron Ralston se na chvíli objeví v cameo roli na konci filmu.

## Autentičnost
Scény na začátku filmu, kdy Ralston ukazuje dvěma turistkám skrytý bazén byly pozměněny, podle Ralsonových slov jim ve skutečnosti ukazoval jen některé základní lezecké pohyby. I přes tyto chyby, které mu byly ze začátku nepříjemné Ralson říká, že: „zbytek filmu je tak fakticky přesný, že je tak blízký dokumentu, jak se nejblíže můžete dostat a aby byl stále drama.“

## Natáčení
Boyle chtěl po čtyři roky natočit film o Ralsonově utrpení. Napsal pro film první verzi scénáře a Simon Beafoy posléze napsal celý scénář. Boyle film popisuje jako „akční film s chlapem, který se nemůže hýbat“. Také vyjádřil, že tento film má více intimní atmosféru než jeho předchozí film Milionář z chatrče (2008).
Noviny News of the World v listopadu 2009 uveřejnily, že Boylovou nejlepší volbou pro roli Ralstona byl herec Cillian Murphy. V lednu 2010 byl James Franco do této role obsazen.
Boyle a Fox Searchlight Pictures oznámili, že film bude v kinech v listopadu 2010. Natáčení začalo v březnu 2010 v Utahu. Boyle zamýšlel, že by se v první části filmu vůbec nemluvilo. Od 17. června 2010 byl film v post produkci.
Amputační scéna byla dílem maskéra Tonyho Gardnera a jeho týmu a s pomocí lékařů. Snažili se být lékařsky přesní v každém detailu, protože Danny Boyle tuto scénu točil najednou a každý aspekt scény musel být funkční stejně jako realistický.

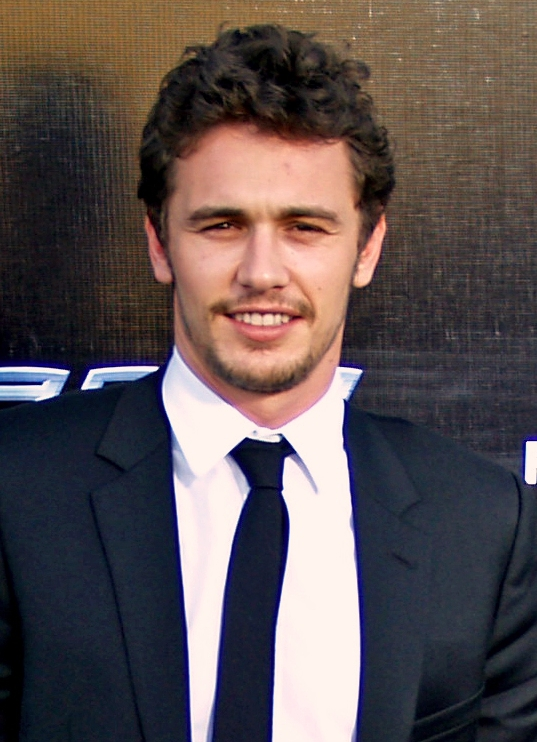
James Franco byl za svůj výkon ve filmu vysoce oceňován kritiky.

## Ocenění
Oscar
- Nominován- Nejlepší herec v hlavní roli (James Franco)
- Nominován- Nejlepší scénář (Danny Boyle and Simon Beaufoy)
- Nominován- Nejlepší střih (Jon Harris)
- Nominován- Nejlepší hudba (A. R. Rahman)
- Nominován- Nejlepší píseň (A. R. Rahman, Dido a Rollo Armstrong za "If I Rise")
- Nominován- Nejlepší obraz

Zlatý Glóbus
- Nominován- Nejlepší mužský herecký výkon (drama) (James Franco)
- Nominován- Zlatý glóbus za nejlepší hudbu (A. R. Rahman)
- Nominován- Zlatý glóbus za nejlepší scénář (Danny Boyle, Simon Beaufoy